# Ananda Coomaraswamy
Ananda Kentish Coomaraswamy (tàmil: ஆனந்த குமாரசுவாமி, Ānanda Kentiś Kūmaraswāmī) (Colombo, 22 d'agost de 1877 – Needham, 9 de setembre de 1947) fou un especialista en art oriental, geòleg, crític social, erudit del pali i sànscrit, conservador de museu, col·leccionista d'art i, sobretot, metafísic. Va destacar en l'estudi del simbolisme, mitologia, i religió comparada.

## Biografia
Va néixer el 22 d'agost de 1877 a Colombo, Ceilan, sota domini anglès, fill de Sri Mutu Coomaraswamy, reconegut jurista d'origen indi, cavaller anglès i traductor a l'anglès d'alguns textos budistes en pali, la seva mare va ser Elizabeth Clay Beeby d'origen anglès.
El seu pare va morir el 1879, encara sent molt nen. A partir d'aquest any, va seguir els seus estudis a Anglaterra en el Wycliffe College de Gloucester i després a la Universitat de Londres, on obtingué un doctorat en ciències el 1904 especialitzant-se en geologia i mineralogia. Entre 1903 i 1906 va dirigir una investigació de la seva especialitat a Ceilan, durant la qual va descobrir un mineral desconegut fins al moment, la Torianita.
Mentre, inicià d'un moviment per a l'educació nacional a Índia i s'orienta gradualment cap a les qüestions artístiques, les que el porten a complir certes responsabilitats en el marc de l'Exposició de les Províncies Unides a Allahabad des de 1910 fins a 1911. Cridat pel Museu de Belles Arts de Boston durant la Primera Guerra Mundial, assumeix la direcció del departament d'arts de l'Islam i de l'Orient Mitjà, instal·lant-se als EUA. Manté correspondència amb René Guénon des de la meitat dels anys 1930, el porta a revisar les seves posicions concernents al budisme, que Guénon considerava com una branca desviada de l'hinduisme. Coomaraswamy consolida una obra a partir de llavors enterament inspirada en l'esoterisme tradicional. A més de les seves col·laboracions a Etudes Traditionnelles i a revistes angloamericanes com Bulletin of School of Oriental Studies i Journal of the American Oriental Studies, va escriure un gran nombre d'obres. Va ser un dels primers acadèmics a reconèixer la importància de la pintura Rajput. A més, va afirmar que el rol de l'art era el de transmissor de contingut filosòfic i religiós, i va parlar sobre la naturalesa espiritual de l'art indi. Poc abans de la seva tornada a l'Índia, mor a Boston el 9 de setembre de 1947.

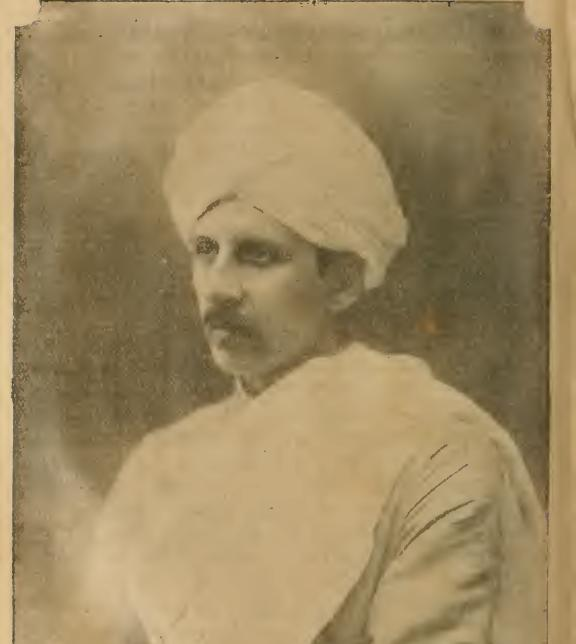
Retrat d'Ananda Coomaraswamy, el 1907

## Pensament
Ananda Kentish Coomaraswamy s'erigeix com un dels defensors de la cultura índia obtenint una forta posició com a portaveu dels valors indis tradicionals. El 1914, és cridat pel Museu de Boston, confiant-se-li el departament d'arts de l'Islam i Orient Mitjà i ser proposat el 1930 al càrrec de Conservador i Comissari del museu. Des de la institució, va col·laborar en nombroses publicacions com el Bulletin Of School of Oriental Studies o Journal of the American Oriental Studies descobrint allí, entre d'altres, els textos de René Guénon, amb el pensament metafísic del qual establirà una indissoluble sintonia. Les seves obres reflectirien des de llavors, vers el 1932, un clar punt d'inflexió cap a conceptes abans només esbossats. En aquesta última etapa de l'autor, la seva defensa per un art tradicional, sagrat, basat en uns principis metafísics i un simbolisme universal que s'atribueixen a una tradició primordial i unànime, que es mantindria viva d'una manera especial, encara que no únic en la tradició hindú clàssica. Des d'aquesta nova perspectiva, realitzarà dures crítiques a l'art modern fruit, segons la seva perspectiva, d'una degradació dels valors estètics tradicionals. Un dels seus escrits més destacats en aquesta línia és Sobre la doctrina tradicional de l'art.
En els seus textos analitzarà a Plató, Pseudo-Dionís l'Aeropagita, Ulrico Engelberto i Tomàs d'Aquino, trobant en ells les premisses que han permès definir el seu concepte d'Art tradicional. La seva tesi fonamental és la identificació de la bellesa amb la formalitat o l'ordre, i la lletjor amb la informalitat o falta d'ordre: l'art serà doncs, expressió informada per la Bellesa ideal. Sobre la reflexió dels seus estudis, Umberto Eco comentà: «Resulta acceptable la seva tesi fonamental que l'estètica medieval i l'índia apareixen unides enfront de l'estètica occidental moderna per alguns motius fonamentals: una mateixa actitud davant l'obra d'art com a objecte d'ús religiós dotat de plaer intrínsec; un mateix catàleg de criteris de bellesa; el cànon de les arts plàstiques; la no distinció entre arts liberals i mecàniques, belles arts i arts funcionals; i, finalment, un concepte d'art com a imitació no tant de les realitats de la natura, sinó més aviat del seu mateix procés operatiu».

## Llegat
El llegat bibliogràfic de Coomaraswamy és d'una riquesa excel·lent, comptant amb més d'un miler de publicacions entre llibres i articles. Referent al seu catàleg, existeix un índex de les obres: A Catalogue of the Special Exhibition of Paintings, and Books en Honour of the Birth Centenary of Ananda K Coomaraswamy, National Museum, Nova Delhi 1976, actualitzat el 1981. S'ha publicat una Working bibliography of A. K C, a Ceilan, i una "Selected Bibliography" a Sources of Wisdom, volum commemoratiu a càrrec del ministeri d'Assumptes Culturals de Sri Lanka, Colombo 1981. La bibliografia més completa és, no obstant, Ananda K. Coomaraswamy, Bibliography/Index, a càrrec de Rama P. Coomaraswamy, 1988. El seu grau d'erudició referent a l'art oriental el eleva, al costat del citat René Guenon i Frithjof Schuon com una de les màximes autoritats mundials sobre aquest tema.